# 리비아의 수반 목록
이 문서는 1951년 리비아가 독립한 이래 리비아의 정부 수반 목록이다.
독립한 이래 1951년부터 1977년까지는 총리가, 1977년부터 2011년까지는 총인민위원회 서기장(아랍어: الأمين العام للجنة الشعبية العامة)이, 2011년부터는 리비아 과도국가위원회의 총리가 정부 수반의 역할을 하고 있다.

## 리비아의 정부 수반
| 재임 기간 | 이미지                                  | 이름                                            | 출신 및 소속 | 비고                    |
| --- | --------------------------------------- | ----------------------------------------------- | ------------ | ----------------------- |
| 리비아 왕국 |                                         |                                                 |              |                         |
| المملكة الليبية (al-Mamlakat al-Lībiyya)                                                                                          |                                         |                                                 |              |                         |
| 1951년 3월 29일 ~ 1954년 2월 19일                                                                                                 |                                         | 마무드 알문타시르, 총리                         | n-p          | 1번째                   |
| 1954년 2월 19일 ~ 1954년 4월 12일                                                                                                 |                                         | 무하마드 샤키즐리, 총리                         | n-p          |                         |
| 1954년 4월 12일 ~ 1957년 5월 26일                                                                                                 |                                         | 무스타파 벤 할림                                | n-p          |                         |
| 1957년 5월 26일 ~ 1960년 10월 17일                                                                                                |                                         | 압둘 마지드 쿠바르, 총리                        | n-p          |                         |
| 1960년 10월 17일 ~ 1963년 3월 19일                                                                                                |                                         | 무하마드 오스만 사이드, 총리                    | n-p          |                         |
| 1963년 3월 19일 ~ 1964년 1월 20일                                                                                                 |                                         | 모히에딘 피키니, 총리                           | n-p          |                         |
| 1964년 1월 20일 ~ 1965년 3월 20일                                                                                                 |                                         | 마무드 알문타시르, 총리                         | n-p          | 2번째                   |
| 1965년 3월 20일 ~ 1967년 7월 2일                                                                                                  |                                         | 후세인 마지크, 총리                             | n-p          |                         |
| 1967년 7월 2일 ~ 1967년 10월 25일                                                                                                 |                                         | 압둘 카디르 알바드리, 총리                      | n-p          |                         |
| 1967년 10월 25일 ~ 1968년 9월 4일                                                                                                 |                                         | 압둘 하미드 알바쿠시, 총리                      | n-p          |                         |
| 1968년 9월 4일 ~ 1969년 8월 31일                                                                                                  |                                         | 와니스 알카다피, 총리                           | n-p          | 1969년 쿠데타로 축출.   |
| 리비아 아랍 공화국 |                                         |                                                 |              |                         |
| الجمهورية العربية الليبية (Al-Jumhuriyya al-`Arabiyyah al-Lībiyya)                                                                |                                         |                                                 |              |                         |
| 1969년 9월 8일 ~ 1970년 1월 16일                                                                                                  |                                         | 마무드 술라이만 알마그리비, 총리                | n-p          |                         |
| 1970년 1월 16일 ~ 1972년 7월 16일                                                                                                 |                                         | 무아마르 알카다피, 총리                         | Mil/n-p      |                         |
| 1972년 7월 16일 ~ 1977년 3월 2일                                                                                                  |                                         | 압데살람 잘루드, 총리                           | Mil/n-p      |                         |
| 리비아 아랍 자마히리야 |                                         |                                                 |              |                         |
| الجماهيرية العربية الليبية الشعبية الإشتراكية العظمى (Al-Jamāhīriyya al-`Arabiyya al-Lībiyya aš-Ša'biyya al-Ištirākiyya al-`Uẓmā) |                                         |                                                 |              |                         |
| 1977년 3월 2일 ~ 1979년 3월 2일                                                                                                   |                                         | 압둘 아티 알오베이드, 총인민위원회 서기장       | n-p          |                         |
| 1979년 3월 2일 ~ 1984년 2월 16일                                                                                                  |                                         | 자달라 아주즈 아트탈히, 총인민위원회 서기장     | n-p          | 첫 번째                 |
| 1984년 2월 16일 ~ 1986년 3월 3일                                                                                                  |                                         | 무하마드 아즈자루크 라잡, 총인민위원회 서기장   | n-p          |                         |
| 1986년 3월 3일 ~ 1987년 3월 1일                                                                                                   |                                         | 자달라 아주즈 아트탈히, 총인민위원회 서기장     | n-p          | 두 번째                 |
| 1987년 3월 1일 ~ 1990년 10월 7일                                                                                                  |                                         | 우마르 무스타파 알문타시르, 총인민위원회 서기장 | n-p          |                         |
| 1990년 10월 7일 ~ 1994년 1월 29일                                                                                                 |                                         | 아부제드 오마르 도르다, 총인민위원회 서기장     | n-p          |                         |
| 1994년 1월 29일 ~ 1997년 12월 29일                                                                                                |                                         | 압둘 마지드 알카우드, 총인민위원회 서기장       | n-p          |                         |
| 1997년 12월 29일 ~ 2000년 3월 1일                                                                                                 |                                         | 무하마드 아마드 알망구시, 총인민위원회 서기장   | n-p          |                         |
| 2000년 3월 1일 ~ 2003년 6월 14일                                                                                                  |                                         | imbarkh shamakh, 총인민위원회 서기장            | n-p          |                         |
| 2003년 6월 14일 ~ 2006년 3월 5일                                                                                                  |                                         | 슈크리 가넴, 총인민위원회 서기장                | n-p          |                         |
| 2006년 3월 5일 ~ 2011년 8월 23일                                                                                                  |                                         | 바그다디 마흐무디, 총인민위원회 서기장          | n-p          | 2011년 3월 5일부터 논쟁 |
| 리비아 공화국 |                                         |                                                 |              |                         |
| الجمهورية الليبية (알줌후리야 알리비야, al-Jumhūriyya al-Lībiyya)                                                                 |                                         |                                                 |              |                         |
| 2011년 3월 5일 ~ 2011년 3월 23일                                                                                                  |                                         | 마무드 지브릴, 과도국가위원회 집행위원회 위원장 | n-p          | 벵가지에서의 반기       |
| 2011년 3월 23일 ~ 2011년 10월 23일                                                                                                | 마무드 지브릴, 과도국가위원회 임시 총리 |                                                 | n-p          | 벵가지에서의 반기       |
| 2011년 10월 23일 ~ 2011년 10월 24일                                                                                               |                                         | 알리 타르후니, 임시 총리                        | n-p          |                         |
| 2011년 11월 24일 ~ 2012년 11월 14일                                                                                               |                                         | 압두라힘 엘키브, 임시 총리                      | n-p          |                         |
| 2012년 11월 14일 ~ 2014년 3월 11일                                                                                                |                                         | 알리 자이단, 총리                               | NPD          |                         |
| 2014년 3월 11일 ~ 2021년 3월 15일                                                                                                 |                                         | 압둘라 알타니, 총리                             | n-p          |                         |
| 2014년 5월 23일 ~ 2014년 6월 9일                                                                                                  |                                         | 아메드 마이텍, 임시 총리                        | n-p          |                         |
| 2014년 9월 6일 ~ 2015년 3월 31일                                                                                                  |                                         | 오마르 알하시, 임시 신제헌의회 총리             | n-p          |                         |
| 2015년 3월 31일 ~ 2016년 4월 5일                                                                                                  |                                         | 할리파 알가위, 임시 신제헌의회 총리             | n-p          |                         |
| 2016년 4월 5일 ~ 2021년 3월 15일                                                                                                  |                                         | 파예즈 알사라지, 총리                           | n-p          |                         |
| 2016년 10월 14일 ~ 2017년 3월 16일                                                                                                |                                         | 할리파 알가위, 임시 신제헌의회 총리             | n-p          |                         |
| 2021년 3월 15일 ~ |                                         | 압둘 하미드 드베이베, 총리                      | n-p          |                         |

## 같이 보기
- 리비아의 국가 원수 목록